# سيرجيو أوليفيرا
سيرجيو أوليفيرا (بالبرتغالية: Sérgio Oliveira؛ مواليد 2 يونيو 1992) لاعب كرة قدم برتغالي يلعب في مركز الوسط مع نادي غلطة سراي التركي و‌منتخب البرتغال.
شارك في كرة القدم في الألعاب الأولمبية الصيفية 2016. وشارك مع منتخب البرتغال تحت 17 سنة لكرة القدم ومنتخب البرتغال تحت 18 سنة لكرة القدم ومنتخب البرتغال تحت 19 سنة لكرة القدم ومنتخب البرتغال تحت 20 سنة لكرة القدم ومنتخب البرتغال تحت 21 سنة لكرة القدم. أما مع النوادي، فقد لعب مع كيه في ميخيلين ونادي باسوش دي فيريرا ونادي بورتو ونادي بيرا مار ونادي بينفايل وFC Porto B ‏.

## الإنجازات
بورتو
- الدوري البرتغالي الممتاز: 2017–18،[7] 2019–20، 2021–22[8]
- كأس البرتغال: 2009–10،[9] 2019–20,[10] 2021–22[8]
- كأس السوبر البرتغالي: 2018،[11] 2020[12]

باوك
- الدوري اليوناني: 2018–19[13]
- كأس اليونان: 2018–19

روما
- دوري المؤتمر الأوروبي: 2021–22

البرتغال تحت 20
- كأس العالم تحت 20: وصيف 2011

البرتغال تحت 21
- بطولة أمم أوروبا تحت 21: وصيف 2015

الفردية
- فريق الموسم في الدوري البرتغالي الممتاز: 2020–21[14]
- تشكيلة الموسم في دوري أبطال أوروبا: 2020–21[15]
- لاعب العام في بورتو: 2020–21

## وصلات خارجية
- سيرجيو أوليفيرا على موقع الاتحاد الدولي (مؤرشف)  (الإنجليزية)
- سيرجيو أوليفيرا على موقع الاتحاد الأوربي (الإنجليزية)
- سيرجيو أوليفيرا على موقع اتحاد تركيا (لاعب) (الإنجليزية)
- سيرجيو أوليفيرا على موقع إي إس بي إن إف سي (الإنجليزية)
- سيرجيو أوليفيرا على موقع قاعدة بيانات كرة القدم.إي يو (الإنجليزية)
- سيرجيو أوليفيرا على موقع ليكيب (الفرنسية)
- سيرجيو أوليفيرا على موقع ناشيونال فوتبول تيمز (الإنجليزية)
- سيرجيو أوليفيرا على موقع Soccerbase.com (لاعب) (الإنجليزية)
- سيرجيو أوليفيرا على موقع Soccerway.com (الإنجليزية)
- سيرجيو أوليفيرا على موقع عالم كرة القدم.نت (الإنجليزية)